# Meister von Riglos

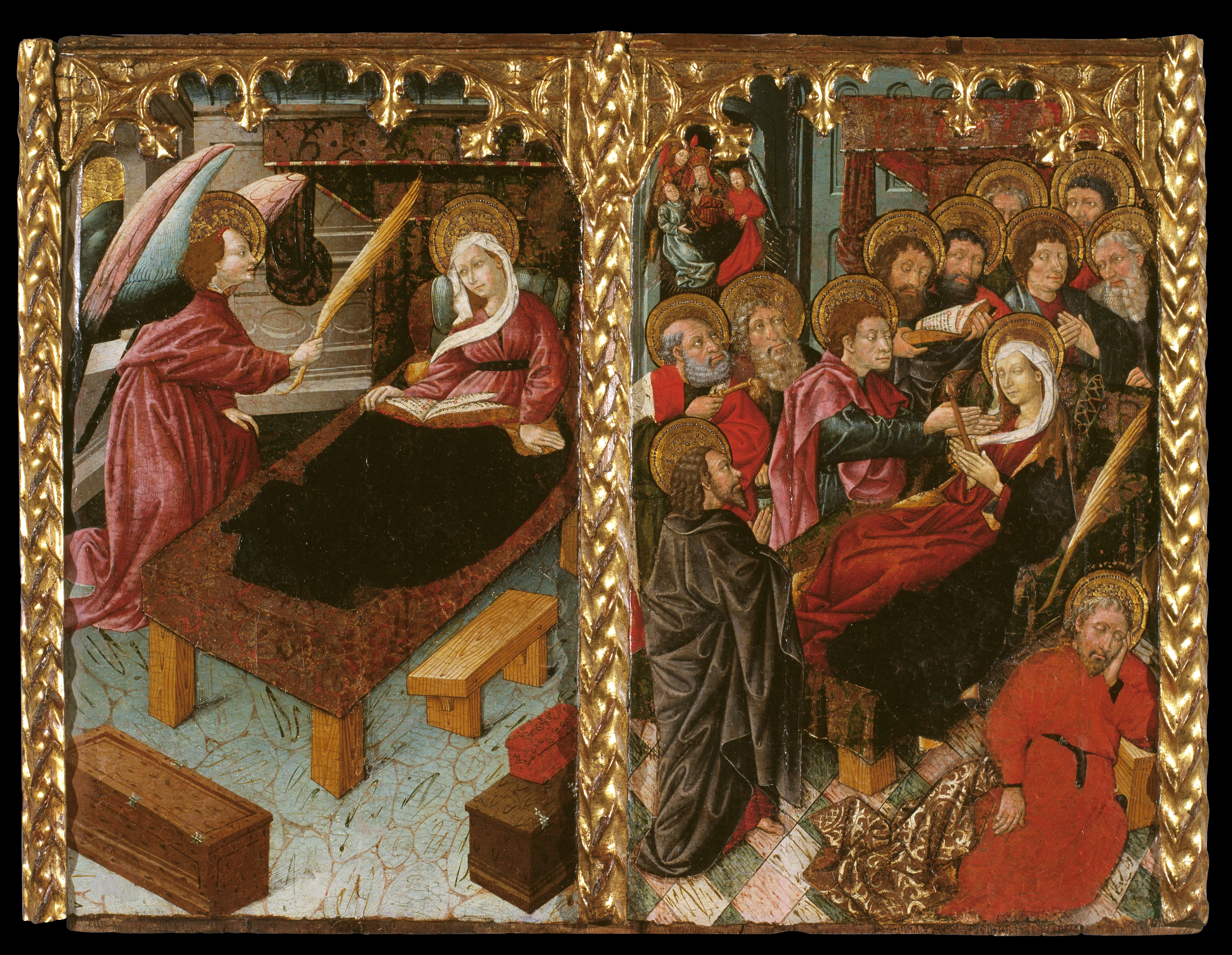
Meister von Riglos: Dormitio Mariens, um 1450

Als Meister von Riglos (spanisch Maestro de Riglos, katalanisch Mestre de Riglos) wird ein gotischer Maler bezeichnet, der zwischen 1435 und 1460 im Königreich Aragón des mittelalterlichen Spaniens tätig war.
Der namentlich nicht bekannte Künstler erhielt seinen Notnamen nach seinen um 1450 für die Klosterkirche St Martin in Riglos in der  Provinz Huesca gemalten Altarbildern. Der Altar wurde 1920 abgebrochen, vier von acht seiner Bilder sind erhalten geblieben, diese befinden sich heute verteilt auf Museen in London, Barcelona,  Philadelphia und Bologna.
Der Meister von Riglos und die Diskussion seiner Werke und Persönlichkeit ist von kunsthistorischem Interesse, da sein Malstil ein Beispiel der ausgehenden Gotik in der Region Aragón ab 1450 ist; auch kann man in den Werken erste Anzeichen eines neuen Realismus erkennen, was auf seine Begegnung mit der Flämischen Malerei dieser Zeit hinweist.
Der Werkkatalog des Meisters von Riglos wird kontinuierlich kritisch untersucht. Zuerst wurden Bilder einem Meister von Sant Quirze zugeordnet, bevor Bilder um die alternativ vorgeschlagene künstlerische Persönlichkeit des Meisters von Riglos gruppiert wurden. Auch wurde vorgeschlagen, einige Werke im Katalog des Meisters sollten eigentlich von Pedro de Zuera stammen, einem Maler, der zwischen 1430 in 1469 in Osca nachweisbar ist. Kunsthistorische Forschung erklärte dann die aus der Kirche in Riglos stammenden Bilder zu Werken aus zwei Händen, zum einen Bilder aus der Werkstatt von Blasco de Grañen, von 1422 bis 1459  aktiv in Saragossa, zum anderen Bilder des in dieser Zeit nachweisbaren Malers Pere Garcia de Benavarri, der in dieser Werkstatt seine Ausbildung erhalten hatte. Die Identifikation des Meisters wird jedoch noch weiter untersucht.